# Университетская площадь (Воронеж)
Университе́тская пло́щадь — старейшая площадь Воронежа, расположенная в историческом центре города. Своё нынешнее название площадь получила благодаря Воронежскому государственному университету, перед зданием главного корпуса которого она находится.

## История

### Конец XVI—XVII века
Университетская площадь — старейшая площадь Воронежа, некогда располагавшаяся у стен городской крепости, окружённой рвом. Стены крепости были двухрядными, деревянными (дуб). Одна стена находилась на расстоянии более сажени (более 2-х метров) от другой; они были соединены перерубами. Такая конструкция в исторических воронежских «строенных книгах» 1670—1676 годы. определялась как «тораса» или «тараса». «Тараса» (сруб) строилась из бревен по принципу «в четыре угла в замок и в черту». Над ключевыми срубами выступали «обламы», а уже под ними находились небольшие окошки для отражения атак. «Облама» имела двухскатное завершение, покрытое тесом. В общей сложности высота стены была с современный высокий двухэтажный дом.
Крепость со стороны Университетской площади располагала двумя башнями: Пятницкой и Московской. Каждая из них высотой более 21 метра. Пятницкой башню окрестили в честь располагавшейся неподалёку Пятницкой церкви. От этой башни по современной улице Платонова шла дорога из города. Московская башня получила своё название, так как дорога от неё вела в Москву, и когда-то находилась на пересечении с улицей Володарского. В книгах 1666 и 1669 годов Московскую башню называли Пятницкой или Рождественской (по названию храма), а Пятницкая не имела названия.
В XVII веке на Университетской площади находился рынок. В основном торговля велась по современной улице Володарского, но на самой площади располагались хлебные и дровяные базары. В дни крестных ходов на площади осуществлялись молебны.

### XVIII—XIX века
В XVIII веке главным украшением площади и всего Воронежа стал Благовещенский собор.
В 1774 году был утверждён «регулярный план» Воронежа, согласно которому центральную часть города спланировали в стиле классицизма — использовали трёхлучевую схему. Улицы — Большая Московская улица (ныне ул. Плехановская), Большая Девицкая улица (ныне ул. Платонова и ул. 9 января) и Пятницкая или Мещанская улица (ныне ул. Володарского) — сходились в месте, где построили комплекс архиерейского собора по проекту архитектора Джакомо Кваренги. В 80-х годах XVIII столетия он значительно перестроил архитектурную композицию Благовещенского собора. При нём начала возводиться колокольня храма, самое высокое здание и символ Воронежа. В 1828 году колокольне достроили четвёртый ярус и шпиль.
В Благовещенском храме было проведено погребение первого епископа Воронежской епархии Митрофана (1623—1703; 1832 году был причислен к лику святых). Его мощи находились в Архангельском соборе, а в 1833 году были перенесены в отреставрированный Благовещенский храм. В 1836 году на площади начал действовать Митрофановский монастырь. В XIX веке за площадью прочно закрепилось название Митрофановской или Монастырской.
Благовещенский собор привлекал внимание паломников, в нём проходили присяги, богослужения в честь различных событий. Он быстро стал центром городской и религиозной жизни Воронежа. 11 мая 1886 года, в день празднования трёхсотлетия Воронежа, на Митрофановской площади прошли Божественная литургия, благодарственное моление, крестный ход и марш войск.
В XIX веке на площади по-прежнему велась торговля. На ней располагались лавки с иконами и прочим товаром, постоялый двор, гостиница, трактир, цирюльня, харчевня. В 50-60-х годах XIX столетия на пересечении с Большой Московской улицей построили здание Духовной консистории. В XX веке к нему пристроили ещё два этажа — сейчас это жилой дом № 2.
Пёстрые деревянные торговые ряды портили внешний облик Митрофановской площади, поэтому их хотели снести. В 1871 году местный купец В. М. Постников намеревался построить новые каменные лавки, был подготовлен проект. Однако вскоре купец умер. В 1909 году по приказу городской думы были снесены все лавки, кроме иконной, но новые не построены.

### XX век

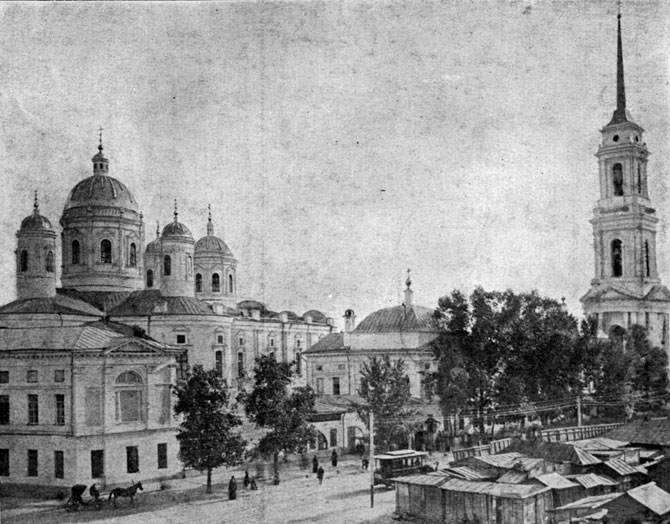
Митрофановская площадь в начале XX века

До революции на площади начиналась одна из веток конно-железной городской дороги. В 1920 году на месте бывших торговых лавок был устроен сквер (просуществовал он недолго). Когда сажали деревья, обнаружили кирпичное подземелье под площадью. В это время в самом монастыре жизнь ещё текла привычным чередом, но в соседних зданиях находились места для заключенных (лагеря). Во время Гражданской войны здания монастыря сильно пострадали, некоторые стали жилыми. В 1927 году их попытались реконструировать.
В 1929 году Митрофановский монастырь закрыли, а раку со святыми мощами Митрофана передали в музей. В 20-х годах было запланировано провести к площади трамвайные пути, но к тому времени монастырь уже перестал быть центром города. По сообщениям в газете «Коммуна» от 8 мая и 2 декабря 1930 года следовало, что в промежутке улиц Плехановской и Володарского строится «жилищный комбинат» со столовой, детскими яслями, залом заседаний и общественными комнатами. В 30-х годах XX века в зданиях монастыря были и студенческие общежития, и областной архив, и архивное управление.
Во время Великой Отечественной войны монастырский комплекс сильно пострадал из-за обстрелов и оккупации немцами правого берега Воронежа. Колокольня использовалась как пункт наблюдения за советскими войсками. Она была разрушена практически до основания. После войны, как и другие храмы Воронежа, Митрофановский использовался под жильё. В конце 40-х годов этот район называли «Старым городом».
Изначально на месте Митрофановского монастыря в послевоенные годы планировался к возведению мемориал памяти Великой Отечественной. Проект был разработан академиком архитектуры Л. В. Рудневым. Предполагалось построить музей с ротондой и высокой башней в память о колокольне. Но в 1950 году председателем горисполкома Н. В. Бельским, главным архитектором города Н. В. Троицким был подписан акт о строительстве на Митрофановской площади здания Воронежского Государственного Университета. Площадь была переименована в Университетскую.

Первоначально вуз хотели построить в классическом архитектурном стиле, но в итоге проект был сильно упрощён. Во время возведения здания строители вновь наткнулись на подземелье. На этот раз художник-краевед A. M. Фролов сделал необходимые исследования подземелья, из которых выяснилось, что ходы ведут к другим церквям. Сохранились записи краеведа: 

Стены колодца и подземного хода были сложены из старинного кирпича, оштукатурены и побелены мелом. В конце двора ход имел двойную металлическую дверь, которая со стороны монастыря закрывалась на замок… За металлической дверью ход разветвлялся в трех направлениях: один канал шел в сторону реки, второй — по улице Таранченко, третий — по Володарского. При постройке университета подземные ходы были вскрыты на длину 5-7 метров от стен университета, засыпаны щебнем и забетонированы.
 Исследователь сделал вывод, что ходы прорыты в конце XVII — начале XVIII века. Ходы не изучены до настоящего времени, хотя имелись случаи провала земли на улицах Таранченко и Володарского. Строительство вуза завершилось в середине 60-х годов.

Строительство уничтожило культурный и исторический слой, относящийся к зарождению Воронежа в XVI-XVII веках. Краевед А. М. Фролов успел незначительно исследовать архиерейские склепы до того, как они были застроены: 

В этом месте двор был сильно изрыт воронками, землю покрыли развороченные кирпичи, остатки богатых дубовых гробов… При расчистке земли были найдены гробы, обитые золотой и серебряной парчой, в гробах обнаружены останки покойников в богатых парчовых облачениях; на них были кресты и церковные ордена. <…> В головах покойников стояли бутылки с жидкостью. Они были фигурного литья, с изображениями святых. <…> Всех покойников (останки) собрали в один гроб и захоронили на Коминтерновском кладбище….

 По улицам Платонова и Володарского сохранились старинные дома, которые являются памятниками архитектуры и находятся под охраной государства.
Рядом со зданием вуза разбили небольшой сквер, в котором в 1975 году установили памятник сотрудникам и студентам Воронежского университета, погибшим в годы Великой Отечественной войны.

### Настоящее время
Большую часть территории площади занимает проезжая часть — автомобильное кольцо, в центре которого разбит цветник. Посередине находится металлический столб, увенчанный шаром, символизирующим планету Земля, опоясанную надписью-призывом: 
Пролетарии всех стран, соединяйтесь!
 Студенты ВГУ в 1990-х годах прозвали его за характерную форму памятником Чупа-чупсу, или упрощённо Чупа-чупсом.

## Транспорт

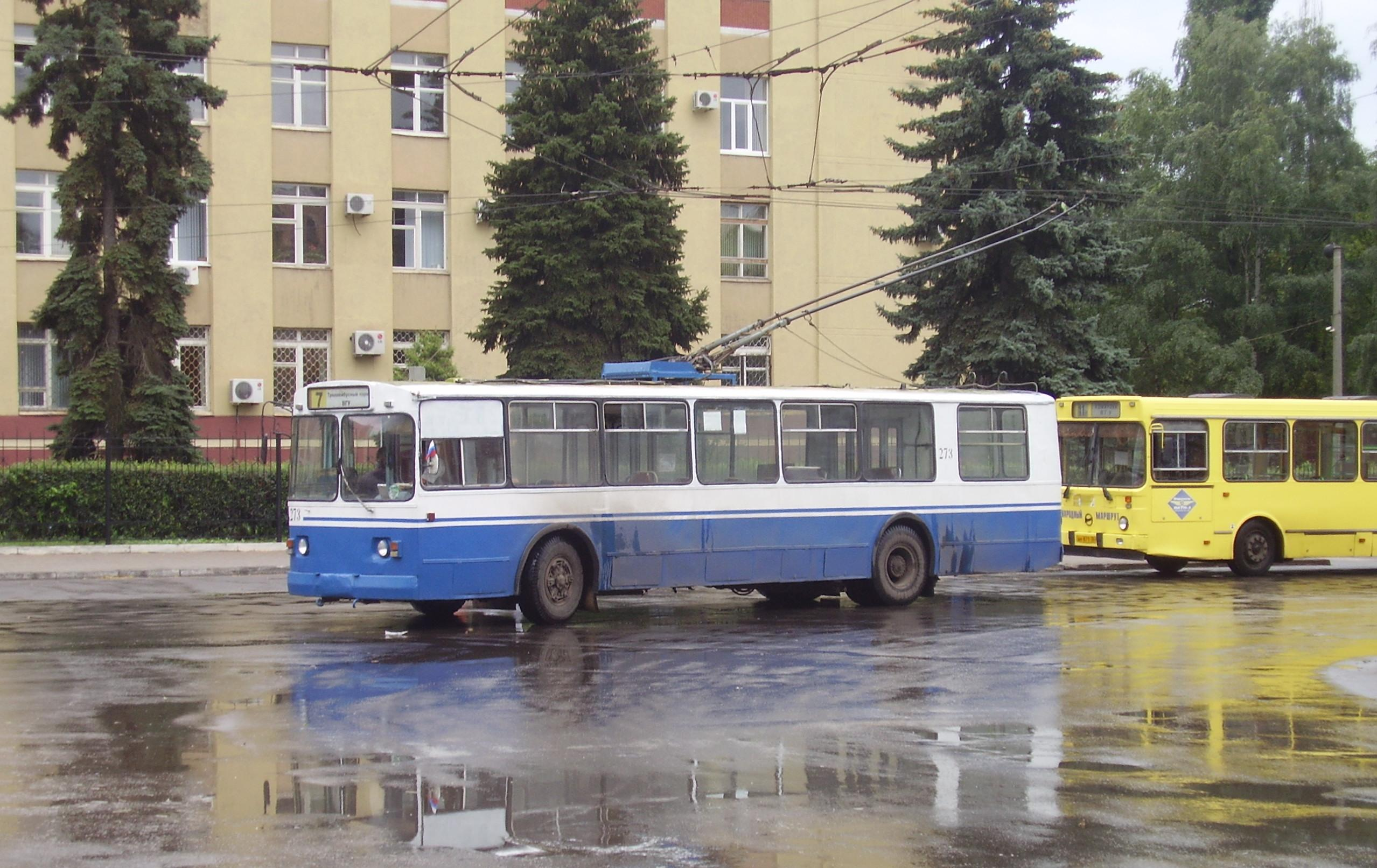
Троллейбус у гл. корпуса ВГУ

Университетская площадь является конечной остановкой для:
- троллейбуса — № 7;
- маршрутных такси — № 74а, 100, 366в;
- автобусов — № 39 и так называемых «народных маршрутов» — № 8н, 11н, 14н, 44н.

По площади проходят маршруты движения следующих автобусов — № 1, 1в, 5а, 27, 35, 55, 69т, 80, 95.